# Моріс Честнат
Моріс Честнат  — американський актор кіно та телебачення. Відомий завдяки ролям у філмах «Сусідські Хлопці» (англ. Boyz N The Hood), «Найкращій чоловік» (англ. The Best Man), «Як Майк» (англ. Like Mike), а також у V (телесеріал) у ролі візитера Раяна.

## Фільмографія
- «Сусідські Хлопці» (англ. Boyz N The Hood) (1991)
- «Останній бойскаут» (англ. The Last Boy Scout) (1991)
- «Out All Night» (1992) (TV)
- «Місто у вогні» (англ. In the Line of Duty: Street War) (1992)
- «The Ernest Green Story» (1993) (TV)
- «Чорнильниця» (англ. The Inkwell)(1994)
- «В облозі 2: Темна територія» (1995)
- «Вища освіта» (англ. Higher Learning) (1995)
- «Солдат Джейн» (англ. G.I. Jane) (1997)
- «Пожежна станція» (англ. Firehouse)(1997) (TV)
- «C-16: FBI» (1997—1998) (TV)
- «Найкращій чоловік» (англ. The Best Man) (1999)
- «Брати» (англ. The Brothers) (2001)
- «Two Can Play That Game» (2001)
- «Scenes Of The Crime» (2001)
- «The Killing Yard» (2001) (TV)
- «Як Майк» (англ. Like Mike) (2002)
- «Напів мертвий» (англ. Half Past Dead) (2002)
- «Confidence» (2003)
- «Всупереч усім правилам» (англ. Breakin' All the Rules) (2004)
- «Анаконда 2: Полювання на прокляту орхідею» (англ. Anacondas: The Hunt for the Blood Orchid) (2004)
- «Вогняна драбина» (2004)
- «Печера» (англ. The Cave) (2005)
- «План гри» (англ. The Game Plan) (2007)
- «The Perfect Holiday» (2007)
- «Not Easily Broken» (2009)
- «V (телесеріал)» (2009) (TV)
- Love In The Nick of Tyme (Play)
- «Kung Fu Panda: The Kaboom of Doom» (2011)
- «Піймай шахрайку, якщо зможеш» (2013)
- «Пипець 2» (2013)

## Цікава інформація
Моріс Честнат є завзяти гравцем у покер, бере участь у покерських чемпіонатах. Двічі працював зі Стівеном Сігалом («Напів мертвий» та «В осаді 2: темна територія»)